# رؤیای روسی
رؤیای روسی (ژاپنی: おろしや国酔夢譚) فیلمی در ژانر درام به کارگردانی جونیا ساتو است که در سال ۱۹۹۲ اکران شد. از بازیگران آن می‌توان به کن اوگاتا اشاره کرد.